# Sycamore Shoals

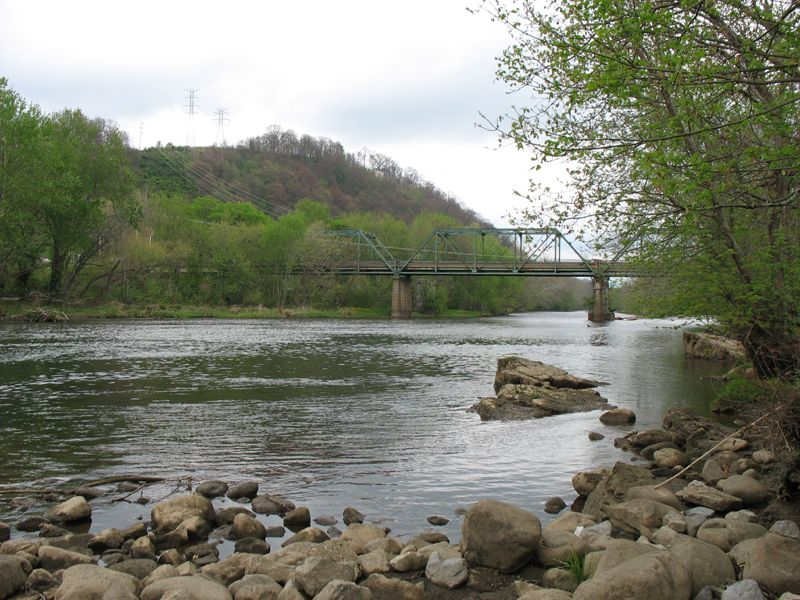
Rzeka Watauga w pobliżu Elizabethton

Sycamore Shoals (z ang. „Jaworowe Płycizny”) – historyczna nazwa odcinka rzeki Watauga w pobliżu miejscowości Elizabethton w stanie Tennessee, w USA, gdzie znajdował się bród przez rzekę. Obecnie park stanowy założony w roku 1966.
Amerykańscy osadnicy wznieśli w tym miejscu Fort Watauga. Sędzia Richard Henderson i traper Daniel Boone spotkali się tu z Czirokezami dla zawarcia traktatu, na mocy którego Indianie odstąpili białym ogromny szmat ziemi (ponad połowę dzisiejszego stanu), na którym powstała tzw. Transylvania, kolonia nieuznawana przez władze istniejących kolonii brytyjskich. W roku 1776 oddział czirokeskich wojowników pod wodzą Dragging Canoe - niezadowolonych z transakcji i sprzymierzonych z Brytyjczykami podczas wojny w koloniami - przypuścił atak na osady Watauga i Holston. Osadnicy, ostrzeżeni przez „ukochaną kobietę” Czirokezów Nancy Ward, zdołali na czas przygotować się do obrony. Stoczono dwie bitwy: jedną w pobliżu Long Island na rzece Holston (w dzisiejszym Kingsport), drugą nad Sycamore Shoals koło Fortu Watauga. W kilka lat później Fort Watauga stał się bazą oddziałów ruszających w 1780 roku do bitwy pod Kings Mountain.

## Historia
W roku 1772 pionierzy, którzy osiedli w północno-wschodnim Tennessee (nad brzegami rzek Watauga, Doe, Holston, Nolichucky i w Dolinie Cartera) zebrali się nad Sycamore Shoals, by utworzyć niezależny od Londynu lokalny rząd zwany Związkiem Wataugaskim.
W 1775 zawarto tu porozumienie Czirokezów z przedstawicielami kompanii transylwańskiej, na czele której stał Richard Henderson. Zgodnie z porozumieniem kompania nabyła od Czirokezów ogromny obszar ziemi, składający się z terenów dzisiejszych stanów Kentucky i Tennessee. Z punktu widzenia brytyjskiego prawodawstwa (które zastrzegało pozyskiwanie ziemi od Indian dla rządu) traktat był nielegalny i szybko został unieważniony.
Podczas obrad Dragging Canoe, syn słynnego czirokeskiego wodza Attakullakulli, wystąpił przeciwko sprzedaży ziemi i zerwał z czirokeskim rządem tworząc odrębny szczep o nazwie Czikamauga.
Po dokonaniu zakupu (mimo sprzeciwu innych plemion, jak np. Szaunisów) przez kompanię Hendersona Daniel Boone otrzymał zadanie poszerzenia starej indiańskiej ścieżki wiodącej przez przełęcz Cumberland dla ułatwienia migracji białych osadników do dzisiejszego Kentucky. Szlak otrzymał nazwę „Dzikiej Drogi”.
We wrześniu 1780 roku tzw. „Overmountain Men” zgromadzili się tu by utworzyć oddziały milicji pod wodzą pułkowników Johna Seviera i Izaaka Shelby'ego. W kilka dni później przekroczyły one pasmo Appalachów i pokonały wojska brytyjskie w bitwie pod Kings Mountain, będącej jednym ze zwrotnych punktów amerykańskiej rewolucji.

## Park Historyczny
Obecnie Sycamore Shoals stanowią park stanowy. Zrekonstruowany Fort Watauga znajduje się tuż koło brodu. W rzeczywistości historyczny fort znajdował się około 1200 metrów na południe od tego miejsca. Niektórzy historycy kwestionują tę lokalizację twierdząc, że w dokumentach pełno jest sprzecznych informacji, a na dodatek brak jakichkolwiek dowodów, jak np. znalezisk archeologicznych. Archeolodzy znaleźli wprawdzie ślady jakichś umocniem w pobliżu brodów, ale mógł to być raczej jeden z licznych nadrzecznych blokhauzów niż Fort Watauga. Od zrekonstruowanego fortu, wzdłuż brzegów Watauga River biegnie widowiskowy szlak pieszy.